# Lê Ngọc Bảo
Lê Ngọc Bảo (Tuy Hòa, 27 de marzo de 1998) es un futbolista vietnamita que juega en la demarcación de defensa para el PVF-CAND FC de la V.League 2.

## Selección nacional
Tras jugar en varias categorías inferiores de la selección, finalmente hizo su debut con la selección absoluta de Vietnam el 9 de enero de 2024 en un encuentro amistoso contra Kirguistán que finalizó con un resultado de 2-1 a favor del combinado kirguís tras los goles de Ayzar Akmatov y Joel Kojo para Kirguistán, y de Trương Tiến Anh para Vietnam.

## Clubes
| Club                  | País    | Año       | Partidos | Goles |
| --------------------- | ------- | --------- | -------- | ----- |
| Than Quang Ninh FC    | Vietnam | 2016-2017 | 0        | 0     |
| Can Tho FC            | Vietnam | 2017-2018 | 25       | 0     |
| PVF-CAND FC           | Vietnam | 2019-2021 | 3        | 0     |
| Quy Nhon Binh Dinh FC | Vietnam | 2022-2024 | 43       | 1     |
| Nam Dinh FC (cedido)  | Vietnam | 2024      | 9        | 0     |
| PVF-CAND FC           | Vietnam | 2024-     | 4        | 0     |